# Emilio Carballido
Emilio Carballido (Veracruz, 1925. május 22. – Xalapa, 2008. február 11.) mexikói drámaíró és szövegkönyvíró volt.
A 20. századi mexikói színház legfontosabb szerzői közé tartozik, ő volt a tekintélyes színházi antológia Teatro joven de México főszerkesztője és tevékenyen kivette részét a fiatal nemzedék színházi képzésében, az Escuela de Arte Teatral del Instituto Nacional de Bellas Artes (Mexikói Nemzeti Szépművészeti Intézet Színiiskolája) tanára volt Mexikóvárosban. 20 nagy formátumú mexikói film forgatókönyve is tőle származik és tagja volt a Mexikói Akadémiának.

## Drámái
1. Rosalba y los llaveros (habla sobre una visita con muchas personas)
2. Un pequeño día de ira (Premio Casa de las Américas)
3. El viaje de Nocresida
4. El suplicante
5. Pastores de la ciudad
6. La triple porfía
7. La zona intermedia
8. La sinfonía doméstica
9. Las palabras cruzadas (La danza que sueña la tortuga)
10. La hebra de oro
11. Felicidad
12. El relojero de Córdoba
13. Homenaje a Hidalgo
14. ¡Silencio pollos pelones, ya les van a echar su maíz!
15. Yo también hablo de la rosa
16. Te juro Juana que tengo ganas
17. Medusa
18. Almanaque de Juárez
19. Un vals sin fin por el planeta (que habla sobre las relaciones humanas)
20. Acapulco los lunes
21. El día que se soltaron los leones
22. Una rosa con otro nombre
23. La pesadilla
24. Fotografía en la playa
25. Tiempo de ladrones
26. Ceremonia en el templo del tigre
27. Rosa de dos aromas
28. Los esclavos de Estambul.
29. El Censo.
30. Delicioso Domingo.
31. La danza que sueña la tortuga